# Potseluj babotjki
Potseluj babotjki (russisk: Поцелуй бабочки) er en russisk spillefilm fra 2006 af Anton Sivers.

## Medvirkende
- Sergej Bezrukov – Nikolaj Orlanov
- Lan Yan – Li
- Andrej Astrakhantsev – Lavrik
- Leonid Gromov
- Anna Dubrovskaja – Anzjela